# Camponotus corniculatus
Camponotus corniculatus är en myrart som beskrevs av Wheeler 1934. Camponotus corniculatus ingår i släktet hästmyror, och familjen myror. Inga underarter finns listade.